# 洋葱石座菌
洋葱石座菌（学名：Petromyces alliaceus）是属于散囊菌目发菌科石座菌属的一种真菌，可生长在土壤、风化煤等基物上。该种分布于中国、澳大利亚、埃及、印度、利比亚、沙特阿拉伯、南非、土耳其、英国、美国等地。
洋葱石座菌是洋葱曲霉（Aspergillus alliaceus）的有性型。